# Коровченка
Коровченка — хутір у Стародубському муніципальному окрузі Брянської області.

## Географія
Знаходиться в південній частині Брянської області на відстані менше 1 км по прямій на захід від районного центру міста Стародуб.

## Історія
Згадується з середини XVIII століття, входив до 1-ї полкової сотні Стародубського полку. У середині XX століття працював колгосп «Ударна». У 1892 році тут (хутір Стародубського повіту Чернігівської губернії) числилось 4 двори. До 2019 року хутір входив до складу Мохонівського сільського поселення, з 2019 по 2021 до складу Запольськохалієвичського сільського поселення Стародубського району до їх скасування.

## Населення
Чисельність населення: 13 осіб (1892 рік), 62 особи у 2002 році (росіяни 100 %), 70 осіб у 2010 році.